# Kanton Châtel-sur-Moselle
Kanton Châtel-sur-Moselle (fr. Canton de Châtel-sur-Moselle) byl francouzský kanton v departementu Vosges v regionu Lotrinsko. Skládal se z 23 obcí. Zrušen byl po reformě kantonů 2014.

## Obce kantonu
- Badménil-aux-Bois
- Bayecourt
- Châtel-sur-Moselle
- Chavelot
- Damas-aux-Bois
- Domèvre-sur-Durbion
- Frizon
- Gigney
- Girmont
- Hadigny-les-Verrières
- Haillainville
- Igney
- Mazeley
- Moriville
- Nomexy
- Oncourt
- Pallegney
- Rehaincourt
- Sercœur
- Thaon-les-Vosges
- Vaxoncourt
- Villoncourt
- Zincourt